# Isabel de Luxemburgo (1922-2011)
La princesa Isabel de Luxemburgo (22 de diciembre de 1922-22 de noviembre de 2011) princesa de Luxemburgo, princesa de Nassau-Weilburg, princesa de Borbón-Parma, fue la hija de la gran duquesa Carlota de Luxemburgo y de Félix de Borbón-Parma, príncipe de Parma, hermana del gran duque Juan de Luxemburgo y tía del gran duque Enrique de Luxemburgo.
Se casó en Luxemburgo el 9 de mayo de 1956 con Francisco Fernando, duque de Hohenberg (1927-1977), hijo del duque Maximiliano de Hohenberg (1902-1962) y de la condesa María Isabel von Waldburg zu Wolfegg und Waldsee (1904-1993). Francisco Fernando era nieto, por vía paterna del archiduque Francisco Fernando de Austria y de su esposa morganática, la condesa Sofía Chotek, duquesa de Hohenberg.
Tuvieron dos hijas: 
- Su Alteza Serenísima la Princesa Ana de Hohenberg (nació el 18 de agosto de 1958, Berg Castle), se casó en 1978 con Romée de La Poëze, conde d'Harambure (divorciada en 1998), segundas nupcias en 2005 con el conde Andreas von Bardeau.
- Su Alteza Serenísima la Princesa Sofía de Hohenberg (nacida el 10 de mayo de 1960, Berg Castle), casada en 1983 con Jean-Louis de Potesta.

## Distinciones honoríficas
- Medalla Conmemorativa del Enlace Matrimonial entre Juan y Josefina Carlota de Luxemburgo (09/04/1953).
- Medalla Conmemorativa del Enlace Matrimonial entre Enrique y María Teresa de Luxemburgo (14/02/1981).
- Medalla Conmemorativa del Jubileo de Plata del Gran Duque Juan de Luxemburgo (12/11/1989).

## Ancestros
| Predecesor: Condesa Maria Elisabeth Bona von Waldburg zu Wolfegg und Waldsee | Duquesa consorte de Hohenberg 1962-1977 | Sucesor: Princesa Leonor de Auersperg-Breunner |